# Saint-Michel-d'Halescourt
 Saint-Michel-d'Halescourt  es una población y comuna francesa, en la región de Alta Normandía, departamento de Sena Marítimo, en el distrito de Dieppe y cantón de Forges-les-Eaux.

## Demografía
| 155 | 159 | 118 | 84 | 95 | 109 |
| Para los censos de 1962 a 1999 la población legal corresponde a la población sin duplicidades (Fuente: INSEE [Consultar]) |     |     |    |    |     |